# Eriogonum nutans
Eriogonum nutans är en slideväxtart som beskrevs av Torr. & Gray. Eriogonum nutans ingår i släktet Eriogonum och familjen slideväxter. Utöver nominatformen finns också underarten E. n. glabratum.